# Jacquemart de Thiers
 (mars 2025).
Motif : où sont les sources secondaires centrées démontrant la notoriété du sujet ?
- Archive Wikiwix
- Bing
- Cairn
- DuckDuckGo
- E. Universalis
- Gallica
- Google
- G. Books
- G. News
- G. Scholar
- Persée
- Qwant
- (zh) Baidu
- (ru) Yandex
- (wd) trouver des œuvres sur Wikidata

| 1. | Préciser le motif de la pose du bandeau. | Précisez le motif de la pose du bandeau en utilisant la syntaxe suivante : {{admissibilité à vérifier\|date=avril 2025\|motif=remplacez ce texte par le motif}}                           |
| 2. | Informer les utilisateurs concernés.     | Pensez à avertir le créateur de l'article, par exemple, en insérant le code ci-dessous sur sa page de discussion : {{subst:avertissement admissibilité à vérifier\|Jacquemart de Thiers}} |

Le Jacquemart de Thiers est un jacquemart (ou automate) qui sonne les heures situé sur la place Antonin-Chastel sur la commune de Thiers dans le département du Puy-de-Dôme.

## Présentation
Réalisée par Michel et Jean-Pierre Hartmann en 2008, le jacquemart rend hommage à l'industrie coutelière Thiernoise. La fontaine et la roue à aubes qui sert de cadre à l'horloge évoquent la Durolle utilisée comme force motrice pour le travail du métal. Un automate de 2,1 m sort du boîtier et frappe les heures sur son enclume en imitant le travail de l'artisan qui forge une lame, le forgeron,.

## Contexte
Le jacquemart est réalisé en même temps que les grands travaux qui touchent la place Antonin-Chastel entre 2006 et 2008. L'assemblage des 384 pièces a lieu dans une entreprise Thiernoise avant que l'automate soit installé avec son socle juste après celle de la cascade de 4,6 m de hauteur.